# Невырожденная матрица
Невырожденная матрица (иначе неособенная матрица) ― квадратная матрица, определитель которой отличен от нуля. В противном случае матрица называется вырожденной.
Для квадратной матрицы {\displaystyle M} с элементами из некоторого поля {\displaystyle K} невырожденность эквивалентна каждому из следующих условий:
- {\displaystyle M} обратима, то есть существует обратная матрица[1];
- строки (столбцы) матрицы {\displaystyle M} линейно независимы[2];
- ранг матрицы {\displaystyle M} равен её размерности[3].

Совокупность всех невырожденных матриц порядка {\displaystyle n} образует группу, которая называется полная линейная группа. Роль групповой операции в ней играет обычное умножение матриц. Полная линейная группа обычно обозначается как {\displaystyle GL(n)}. Если требуется явно указать, какому полю {\displaystyle K} должны принадлежать элементы матрицы, то пишут {\displaystyle GL(n,K)}. Так, если элементами являются действительные числа, полная линейная группа порядка {\displaystyle n} обозначается {\displaystyle GL(n,\mathbb {R} )}, а если комплексные числа, то {\displaystyle GL(n,\mathbb {C} )}.
Матрица порядка {\displaystyle n} заведомо невырождена, если это:
- диагональная матрица с ненулевыми диагональными элементами (такие матрицы образуют группу {\displaystyle D(n,K)});
- верхняя треугольная матрица с ненулевыми диагональными элементами (такие матрицы образуют группу {\displaystyle T(n,K)});
- нижняя треугольная матрица с ненулевыми диагональными элементами;
- унитреугольная матрица (т.е. верхние треугольные матрицы у которых диагональные элементы равны 1; такие матрицы образуют группу {\displaystyle UT(n,K)}).
- матрица {\displaystyle M} является результатом взятия матричной экспоненты от матрицы {\displaystyle A\in M_{n}(\mathbb {C} )}, то есть {\displaystyle M=e^{A}}